# Ridha Khouini
Pour les articles homonymes, voir Khouini.
Ridha Khouini (arabe : رضا الخويني), né le 19 avril 1940 à Tunis et décédé le 12 janvier 2015, est un poète et parolier tunisien.
Il écrit pour les plus grands artistes tunisiens, notamment Ali Riahi, Fethia Khaïri, Oulaya, Naâma, Zouheïra Salem, Narymane, Soulef, Nourhène, Najet Samir, Hédi Jouini, Hédi Mokrani, Mustapha Charfi, Youssef Temimi, Ahmed Hamza, Ismaïl Hattab ou encore Hedi Habbouba, dont plus de 80 % du répertoire est écrit par Khouini.
Ses paroles ont été composées notamment par Salah El Mahdi, Abdelhamid Sassi, Chedly Anouar, Maurice Meimoun, Mohamed Ridha, Ali Chalgham, Ouannès Kraïem, Abdelaziz Jemaïl, Kaddour Srarfi, Ridha Kalaï, Tahar Gharsa, Adnène Chaouachi, Lotfi Bouchnak et Zied Gharsa.